# Individualvereinbarung
Die Individualvereinbarung, ein Begriff aus dem deutschen Recht der Allgemeinen Geschäftsbedingungen, beschreibt individuell ausgehandelte Vereinbarungen, bildet also den Gegenbegriff zur allgemeinen Geschäftsbedingung als vorformulierter und einseitig in den Vertrag eingeführter Klausel.
Das Gesetz erwähnt die Individualvereinbarung in § 305 Abs. 1 S. 3 BGB, der anordnet, dass Individualvereinbarungen nicht der AGB-Kontrolle unterliegen. Dem liegt die Überlegung zu Grunde, dass es bei ausgehandelten Klauseln nicht notwendig ist, den Vertragspartner des Verwenders vor der einseitigen Ausübung von Gestaltungsmacht durch den Verwender zu schützen. Dementsprechend ist das Vorliegen einer Individualabrede mit drei zentralen Rechtsfolgen verbunden:
- Die Auslegung einer Individualvereinbarung richtet sich nach den allgemeinen Regeln der § 133, § 157 BGB. Sie zielt darauf ab, den individuellen Willen beider Parteien zu ermitteln. Der objektiv-generelle Maßstab des AGB-Rechts findet also keine Anwendung.[1] Ebenfalls keine Anwendung findet die Sonderregel des § 305c Abs. 2 BGB, wonach mehrdeutige Klauseln zum Nachteil des Verwenders ausgelegt werden.
- Ferner unterliegt die Individualvereinbarung nicht der AGB-Kontrolle, die zahlreiche inhaltliche Schranken für AGB enthält.
- Schließlich kommen die gesonderten Anforderungen an die Einbeziehung von AGB, die § 305 Abs. 2 BGB statuiert, nicht zur Anwendung.

Die Abgrenzung zwischen Individualabreden und allgemeinen Geschäftsbedingungen erfolgt anhand des Merkmals des Aushandelns. Damit eine vorformulierte Bedingung als ausgehandelt gilt, müssen die Parteien einvernehmlich über deren Inhalt entscheiden. Voraussetzung hierfür ist, dass der Klauselverwender den Inhalt seiner Klausel ernsthaft zur Disposition stellt. Er muss also seinem Vertragspartner die realistische Möglichkeit geben, den Vertragsinhalt zu modifizieren. Es ist nicht erforderlich, dass es zu einer Änderung der Klausel kommt; eine Klausel kann auch dadurch den Charakter einer Individualvereinbarung erlangen, dass der Verwender seinen Vertragspartner von der Sinnhaftigkeit der Klausel überzeugt und dieser die Klausel aus eigenem Entschluss als Vertragsinhalt anerkennt. Sofern der Vertragspartner den Klauselinhalt nicht erkennbar nachvollzogen hat, muss er durch den Verwender über den Klauselinhalt belehrt werden.
Nach der Kollisionsnorm des § 305b BGB geht eine Individualvereinbarung kollidierenden allgemeinen Geschäftsbedingungen vor. Dies gilt unabhängig davon, ob den Parteien bewusst ist, dass sie durch ihre Änderung von den AGB abweichen. Besondere Bedeutung besitzt § 305b BGB für Formklauseln: Parteien steht es grundsätzlich frei, zu vereinbaren, dass ein Vertrag nur durch Vereinbarungen geändert werden kann, die eine bestimmte Form aufweisen. Verbreitet sind etwa Klauseln, wonach die Vertragsänderung nur durch schriftliche Abreden erfolgen kann. Solche Klauseln können formwidrige Abreden nicht ausschließen, weil § 305b BGB Individualabreden Vorrang vor widersprechenden AGB einräumt. Wenn die Parteien also beispielsweise ihren Vertrag trotz Schriftformklausel im Nachhinein mündlich abändern, ist dies nach § 305b BGB wirksam. Dies gilt auch für Klauseln, die auch das Abweichen von der Formklausel an eine bestimmte Form koppeln (doppelte Schriftformklausel).